# Kloster Kreuzlingen

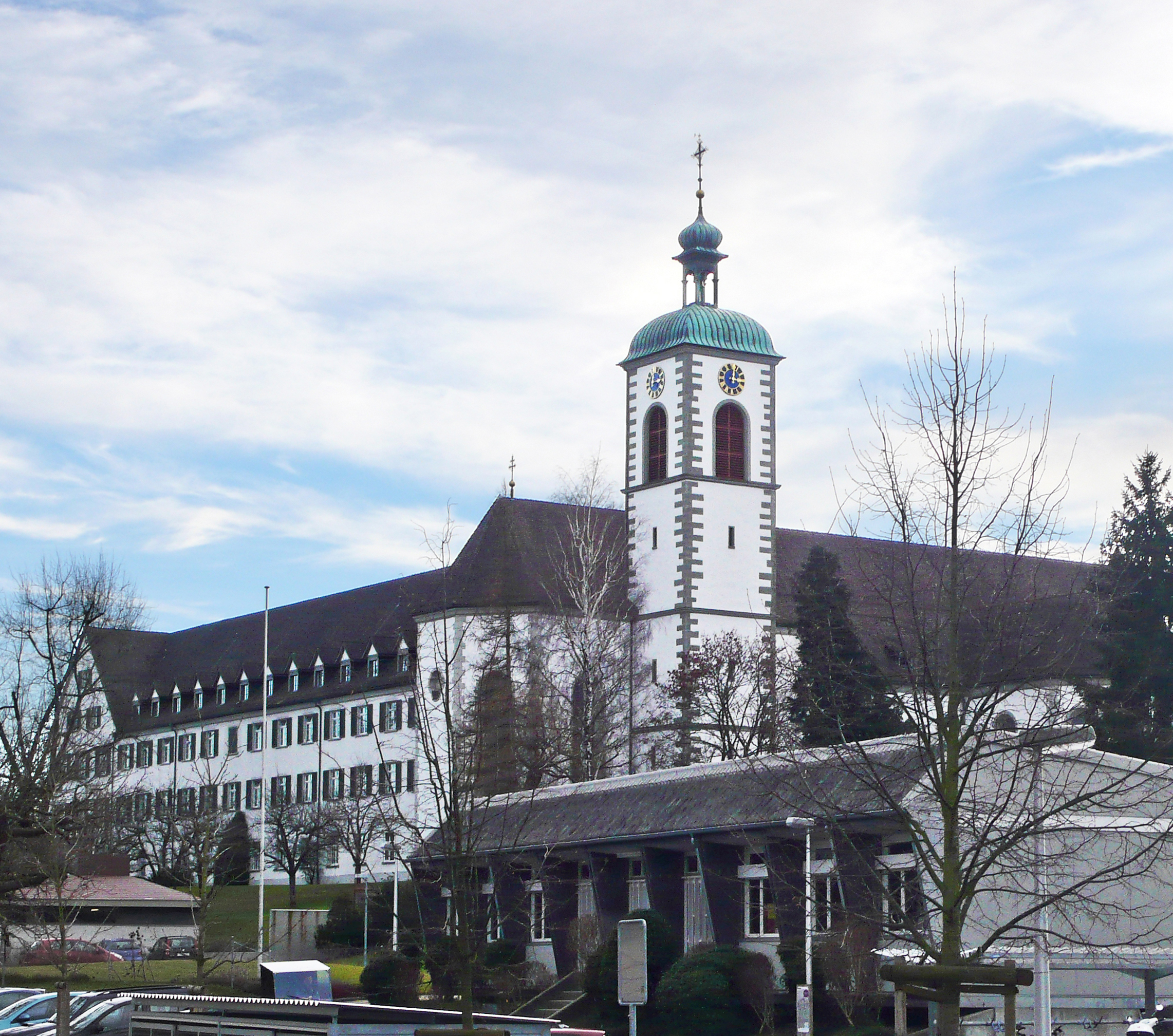
Ehemalige Augustiner–Chorherrenabtei Kreuzlingen (2012)

Das Kloster Kreuzlingen war eine Augustiner-Chorherrenabtei und zeitweise Reichsstift, gelegen in Egelshofen (heute Teil der Stadt Kreuzlingen), wo es um 1125 durch den Konstanzer Bischof Ulrich I. von Kyburg-Dillingen gegründet wurde. 1848 hob die Thurgauer Regierung das Kloster auf und zog die Güter ein. Sehenswert ist die barock ausgestattete ehemalige Klosterkirche St. Ulrich und St. Afra.

## Vorgeschichte
Von 935 bis 976 war Konrad I., der Heilige, Bischof in Konstanz. Von einer seiner drei Reisen nach Jerusalem brachte er eine Kreuzpartikel mit, den er einem von ihm gestifteten Hospital in der Vorstadt Stadelhofen schenkte. Deshalb erhielt dieses den Namen Crucelin (lat. Crucis Lignum = Holz vom Kreuz), was später zur Bezeichnung Crucelingen und Creuzlingen führte. Nach dem Tod Konrads scheint das Hospital bald verfallen zu sein. In der Lebensbeschreibung des heiligen Konrad, der Vita Konradi, wird es von dem Mönch Udalschalk als «durchs Alter baufällig» bezeichnet. In einer Urkunde von Kaiser Heinrich V. von 1125 wird das Hospital gar als «teilweise zerstört» beschrieben und die Nachlässigkeit einiger Nachfolger des Bischofs Konrad dafür verantwortlich gemacht. Allerdings hatte bereits einer dieser Nachfolger, nämlich Bischof Gebhard III. (1084–1110) das Hospital zum Nonnenkloster Münsterlingen verlegt. Eine erneute örtliche Veränderung des Spitals führte Gebhards Nachfolger Bischof Ulrich I. durch, in dem er das Hospital vor dem Jahr 1125 an den Ort einer von ihm gegründeten Kirche Sankt Ulrich und Afra verlegte und beide zu einem Regularkanonikerstift vereinigte.
Von 1111 bis 1127 war Ulrich I. von Kyburg-Dillingen Bischof von Konstanz und erneuerte um 1125 die geschwächte Kreuzlinger Stiftung. Er gründete an der östlichen Grenze der Vorstadt Stadelhofen ein Chorherrenstift nach der Regel des heiligen Augustinus zu Ehren des heiligen Ulrich, Bischof von Augsburg, und der heiligen Afra, als eines der ersten Augustinerklöster. Bischof Ulrich war ein von Dillingen stammender Adeliger aus derselben Familie wie der heilige Ulrich, Bischof von Augsburg (923–973).

### Erster Klosterbau
1144 nahmen Papst Lucius II. und 1145 Kaiser Friedrich Barbarossa das Stift in ihren Schutz. Das führte dazu, dass das Kloster Kreuzlingen zum Reichskloster wurde und sich die Äbte bis zum Niedergang des ersten Reiches «Prälaten des Heiligen Römischen Reiches» nannten. In der kleinen Herrschaft Hirschlatt nördlich von Friedrichshafen waren sie seit etwa 1150 Landesherren, hier war auch der Zufluchtsort in Kriegszeiten. 
Der erste Klosterbau kam durch den Bau einer Stadtmauer, die Stadelhofen vor den Appenzellern schützen sollte, ausserhalb der Vorstadt zu stehen. Zur Zeit des Konstanzer Konzils (1414–1418) beherbergte vom 27. auf den 28. Oktober 1414 der Kreuzlinger Abt Erhard Dominik Lind den später abgesetzten Papst Johannes XXIII, der in Kreuzlingen seine Residenz aufschlug. Der Papst schenkte dem Abt als Dank für die Gastfreundschaft eine prachtvolle Inful. Damit erhielten dieser und seine Nachfolger das Recht, als infulierte Äbte während der Messe «Pontifikalinsignien» (u. a. Mitra, Bischofsring und Hirtenstab) zu tragen. Die daraufhin gefertigte goldene Frauenfelder Mitra ist heute im Schloss Frauenfeld ausgestellt.

### Zweiter Klosterbau
Im Schwabenkrieg von 1499 wurde auch Egelshofen Kriegsschauplatz. Nach harten Kämpfen mussten sich die Schwaben nach Konstanz zurückziehen. Der Frieden zu Basel wurde geschlossen, wobei den Eidgenossen unter Schlichtung des Herzogs von Mailand am 15. Oktober 1499 das Landgericht und alle Hoheit im Thurgau zugesprochen wurden. Aus Ärger über diesen Ausgang und Verlust überfielen die Konstanzer bald nachher das Kloster und brannten es nieder. Konstanz wurde hierauf verpflichtet, das zerstörte Kloster wieder aufzubauen. Am 17. April 1509 weihte Abt Peter I. von Babenberg (1497–1545) die Kirche wieder ein. In der Reformationszeit hielten Abt und Konvent des Kreuzlinger Augustiner-Chorherrenstifts am alten Glauben fest.

### Dritter Klosterbau

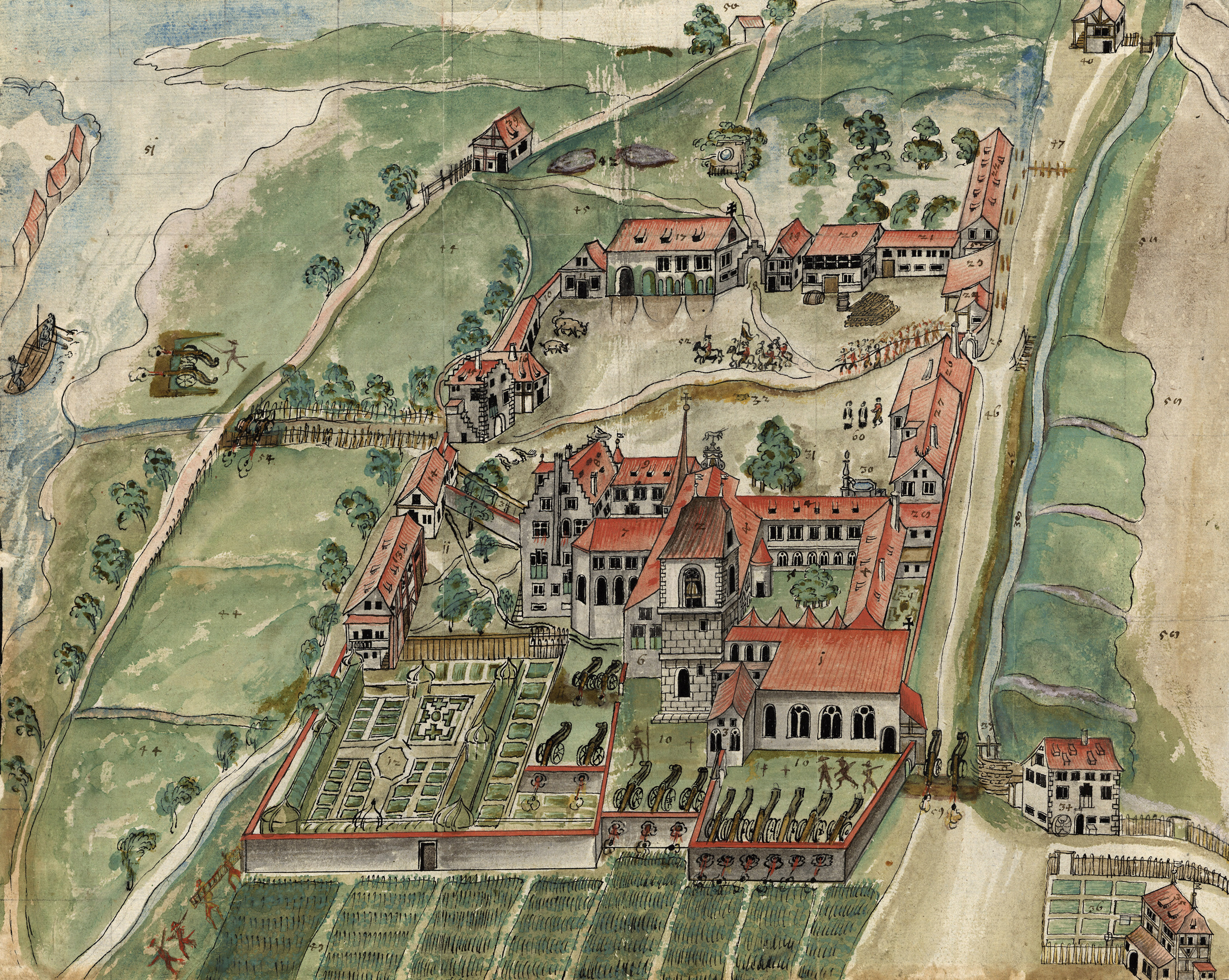
Kloster Kreuzlingen im Jahr 1633 während des Dreißigjährigen Krieges (Baubestand aus Spätmittelalter und Renaissance)

Während des Dreissigjährigen Kriegs gelangten im August 1633 schwedische Truppen unter Missachtung der Neutralität der Eidgenossen über Stein am Rhein in den Thurgau nach Egelshofen, belagerten vergeblich die Stadt Konstanz und verloren dabei mehrere tausend Mann.
Nachdem sie am 2. Oktober Egelshofen verlassen hatten, zerstörten die Konstanzer das Kloster ein zweites Mal, diesmal mit der Begründung, es habe als Stützpunkt der Schweden gedient. Nun wurde entschieden, dass das Kloster nicht mehr unmittelbar vor Konstanz wieder aufgebaut werden dürfe, sondern 1650 einen Kanonenschuss weiter entfernt. Das Stift konnte die Reichsstandschaft bis 1632 bewahren. Nach dem Westfälischen Frieden von 1648 begab sich die Abtei Kreuzingen unter die Protektion der Eidgenossenschaft, womit sie faktisch aus dem Heiligen Römischen Reich Deutscher Nation ausschied und von einem Reichsstift zu einem Turgauer Kantons-Kloster wurde. Über seine Herrschaft Hirschlatt und die seit dem 18. Jahrhundert in Personalunion mit Kreuzlingen verbundene Propstei Riedern am Wald blieb die Abtei am thurgauischen Ufer des Bodensees weiterhin mit dem Reich verbunden.

### Neue Klosterkirche

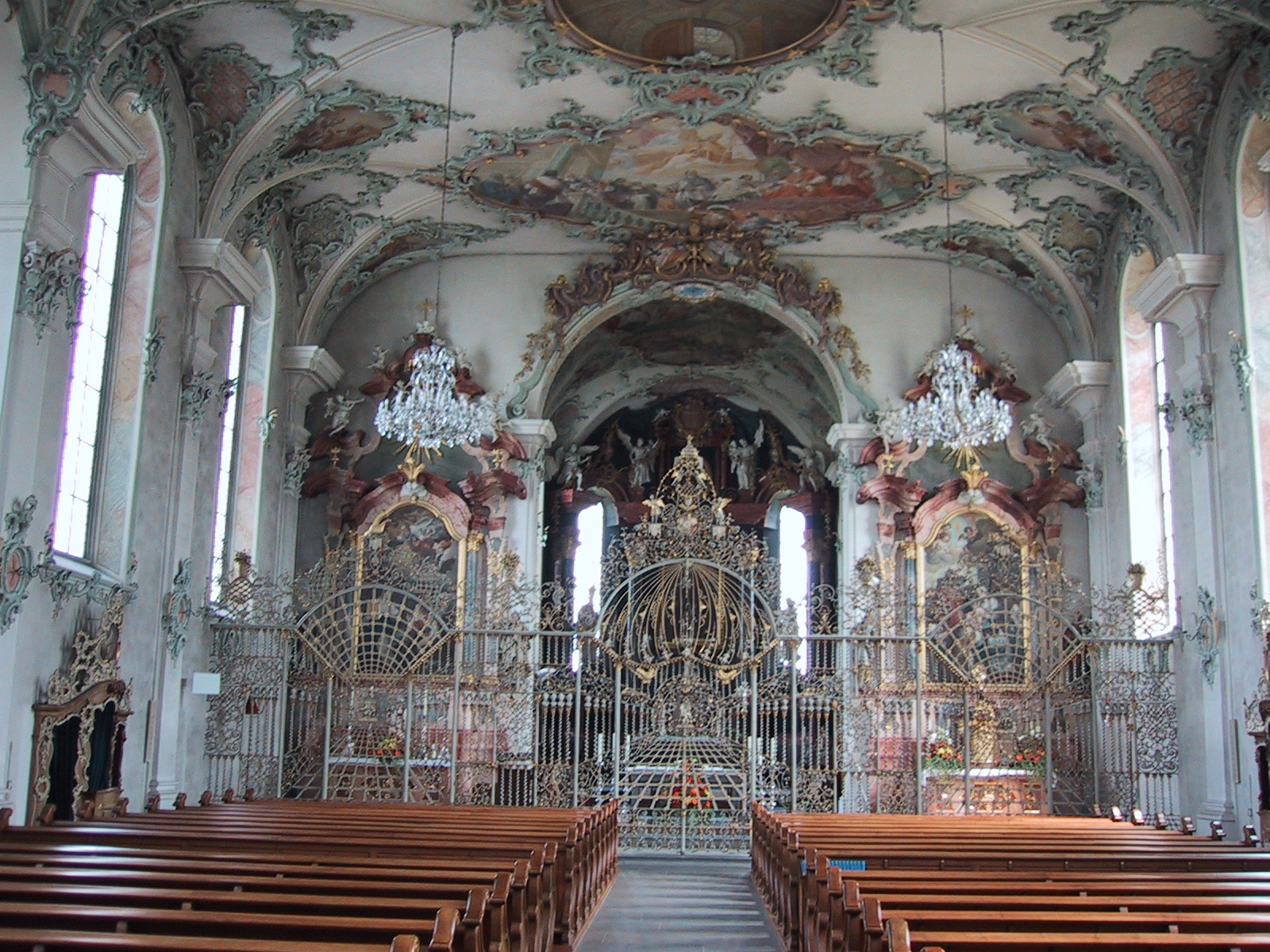
Innenansicht von St. Ulrich und St. Afra

Die neue Abtei- und Stiftskirche St. Ulrich und St. Afra wurde nach den Plänen des Vorarlbergers Michael Beer, dem Gründer der Auer Zunft, zwischen 1650 und 1653 durch den Konstanzer Stadtbaumeister Stephan Gunertsreiner und Steinmetz Melchior Gruber im frühbarocken Stil erbaut.
Am 4. Juli 1650 war Grundsteinlegung und am 25. Oktober 1653 fand die Weihe der Kirche statt.
Die Ölberg-Kapelle wurde 1760 errichtet. Vier Jahre später erfolgte die Umgestaltung von Kirche und Teilen des Klosters im Stil des Rokokos.
Die Deckengemälde von Franz Ludwig Herrmann zeigen Szenen aus dem Ordensleben des heiligen Augustinus. Das prächtige Chorgitter wurde 1737 von Johann Jakob Hoffner hergestellt. Die überlebensgroßen Statuen der Kirchenpatrone St. Ulrich und St. Afra wurden von Hans Christoph Schenk geschaffen.
Als besonders sehenswert gilt die Ölbergkapelle mit Gnadenkreuz und Kalvarienberg.
Der aus Buchenstücken zu Grottenwerk gestaltete Ölberg von Innozenz Beck wird von 250 originalen, ungefähr 30 cm hohen Statuen aus Arvenholz belebt. Diese stammen aus den Jahren 1720 bis 1730 und wurden in einer südostalpenländischen Werkstatt geschnitzt. Das Deckenbild zeigt Moses mit der ehernen Schlange und stammt ebenfalls von Franz Ludwig Herrmann (1761). 
Im 18. Jahrhundert konnte die Abtei Kreuzlingen unter Abt Johann Baptist Dannegger noch die Augustiner-Propstei Riedern am Wald erwerben. Beide Klöstern wurden fortan in Personalunion vom Abt von Kreuzlingen geleitet, der seither zugleich geborener Propst von Riedern am Wald war.

### Säkularisation und weitere Nutzung

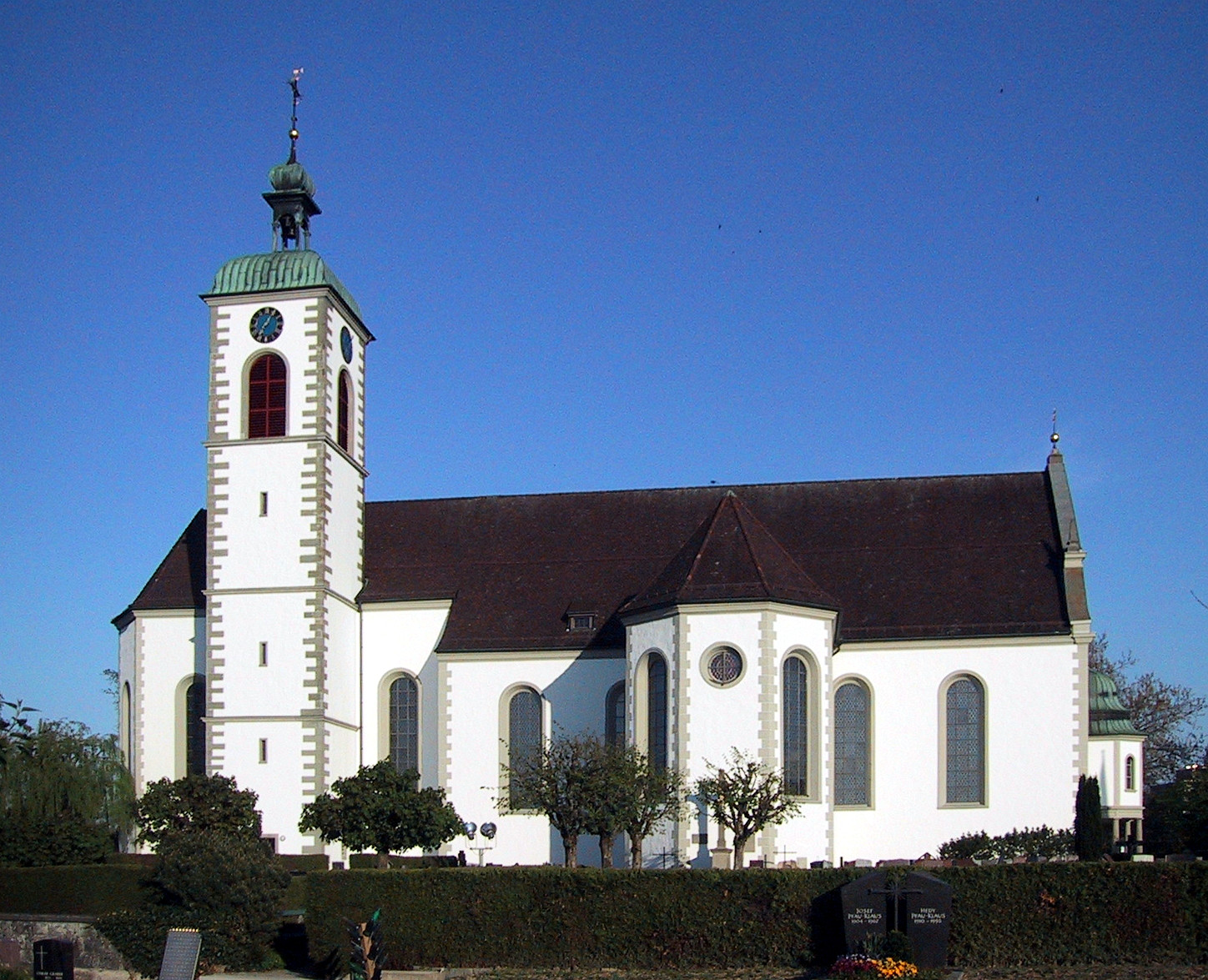
Ehemalige Abtei- und Stiftskirche des alten Augustiner-Chorherrenstifts Kreuzlingen und heutige Pfarrkirche St. Ulrich und St. Afra

Die die Besitzungen des Stiftes Kreuzlingen im Alten Reich wurden 1803 säkularisiert. Das seit Mitte des 17. Jahrhunderts zur Eidgenossenschaft gehörende Kloster und existierte aber als solches fort bis zur Mitte des 19. Jahrhunderts: Im Jahr 1848 hob die Regierung des Kantons Thurgau die Abtei der Augustiner-Chorherren auf, zog alle ihre Güter ein und verkaufte diese weiter. 
Die mittelalterliche Bibliothek wurde von der Kantonsbibliothek Thurgau übernommen. Der straßenseitige Südwestflügel des Klosters mit der Rokokobibliothek und einige Kapellen wurden abgerissen.
In den verbliebenen Klosterkomplex zog ein Lehrerseminar des Kantons Thurgau ein, es war Vorläufer der Pädagogischen Maturitätsschule Kreuzlingen. Die Abteikirche St. Ulrich und St. Afra wurde von der örtlichen römisch-katholischen Kirchgemeinde als Pfarrkirche übernommen.
In den Jahren 1962/1963 wurde die Pfarrkirche umfassend renoviert. Kurz vor Abschluss dieser Arbeiten verursachten Schweissarbeiten im Dachboden des Lehrerseminars am 19. bis 20. Juli 1963 einen Grossbrand, dem sowohl die Kirche als auch die Klostergebäude zum Opfer fielen.
Den Brand überstanden lediglich die Umfassungsmauern, die Gitter, das Deckengewölbe im Chor, das Chorgestühl und ein großer Teil der Holzfiguren in der Ölbergkapelle. Dank des großen Einsatzes des Denkmalpflegers Albert Knoepfli und des Dekans Alfons Gmür wurden die Kirche und die Klosterbauten zwischen 1963 und 1967 unter der Leitung von Hans Burkard originalgetreu rekonstruiert. Die Hauptorgel wurde 1968 von Orgelbau Rieger mit drei Manualen und 36 Registern erbaut.
Seit 1993 besteht im obersten Stockwerk über der Sakristei der Pfarrkirche St. Ulrich und St. Afra ein kleines Museum mit Objekten aus dem ehemaligen Kloster Kreuzlingen. Auch der große Brand von 1963 und der anschließende Wiederaufbau werden dokumentiert. Das Katholische Pfarramt St. Ulrich gewährt Einlass nach Vereinbarung.

## Glocken
Im heutigen hohen Turm von St. Ulrich und St. Afra befinden sich sieben Glocken. Es handelt sich um das schwerste Geläut der Herstellerfirma Eschmann aus dem thurgauischen Rickenbach. Das volle Geläut ist jeden Samstag beim Einläuten des Sonntags zu hören.
Die große Glocke schweigt an normalen Sonntagen. Sie ist die größte Glocke in der Firmengeschichte Eschmanns. Seit einiger Zeit erklingen auch zu Trauungen alle Glocken. In der Turmlaterne hängt eine siebte kleine Glocke von Emil Eschmann im Ton e’’.
Sie wird nur solistisch geläutet. Die Stimmung der sechs großen Glocken lautet: G° – B° – d′ – f′ – g′ – b′.

## Bildergalerie

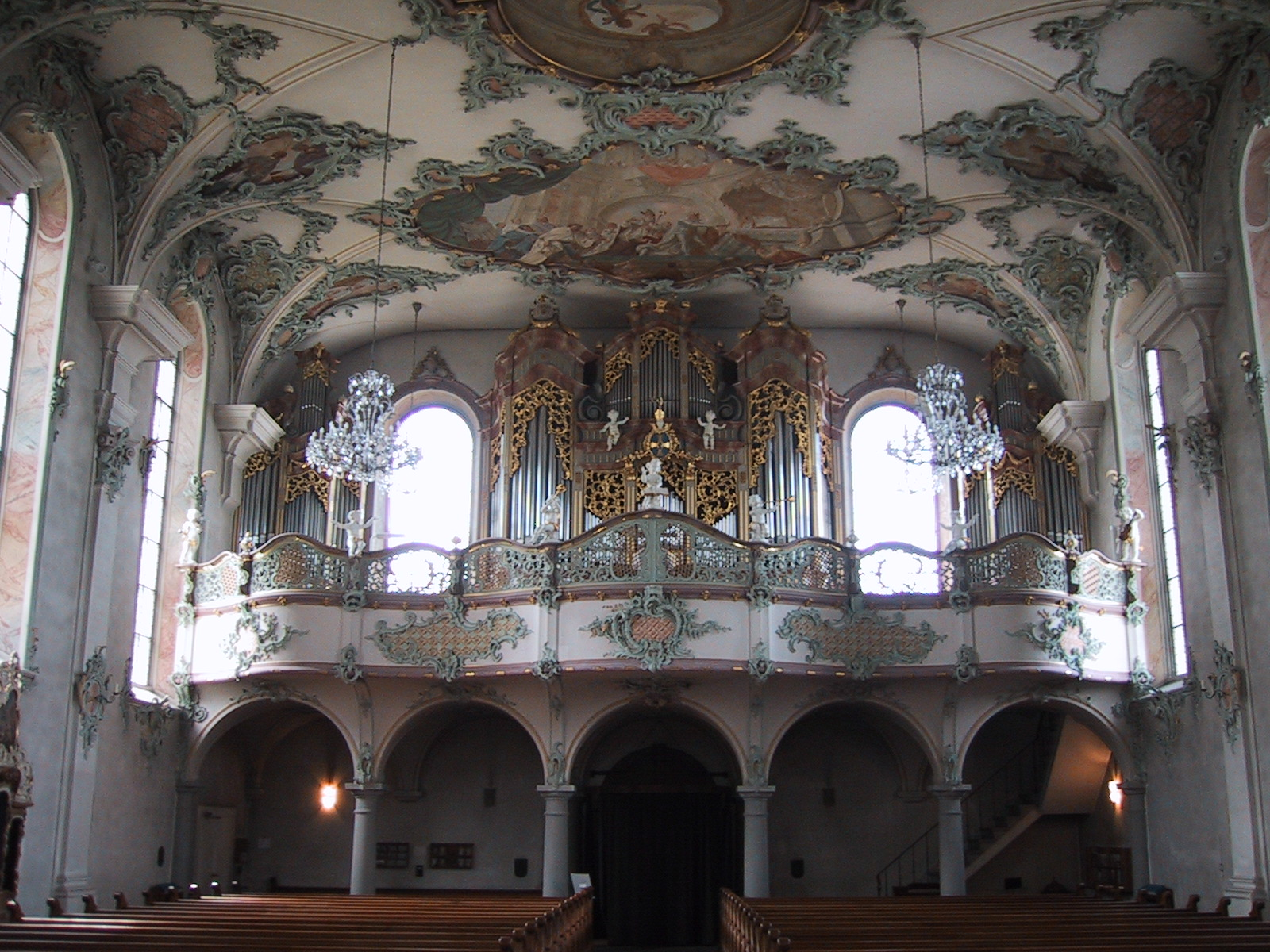
Empore mit Orgel
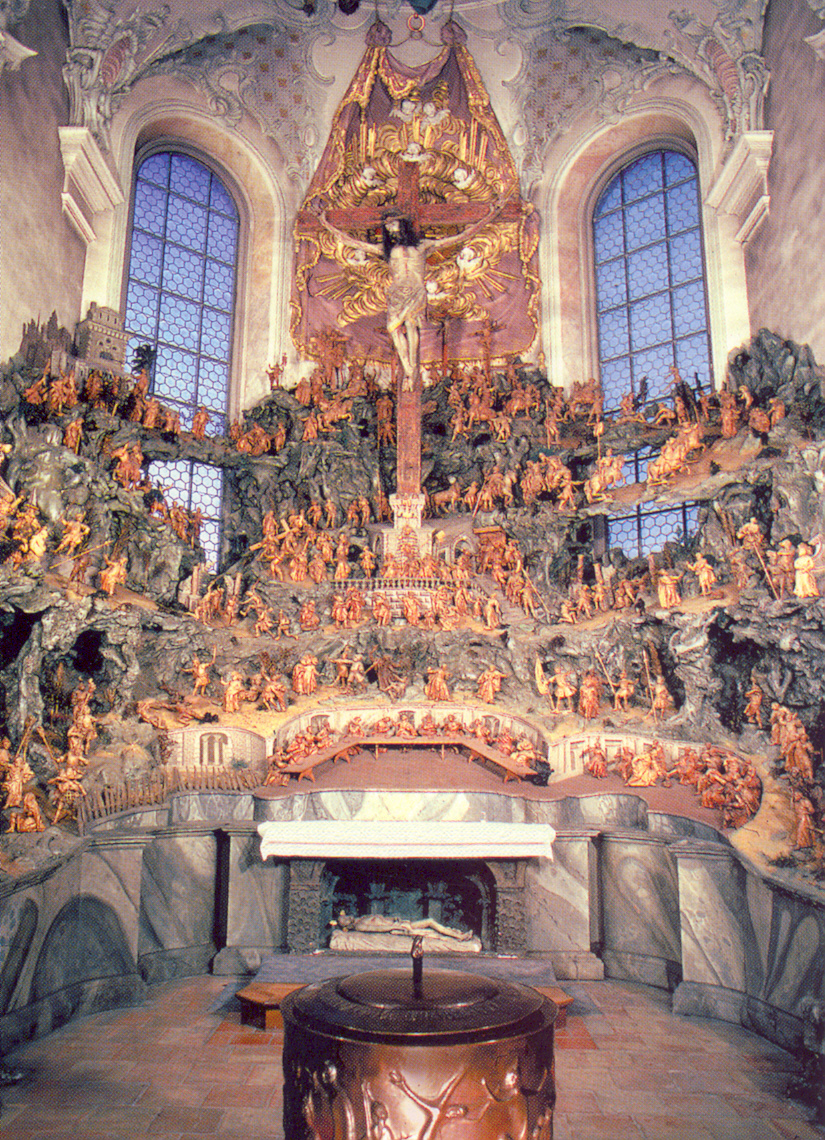
Ölbergkapelle aus dem Jahr 1760
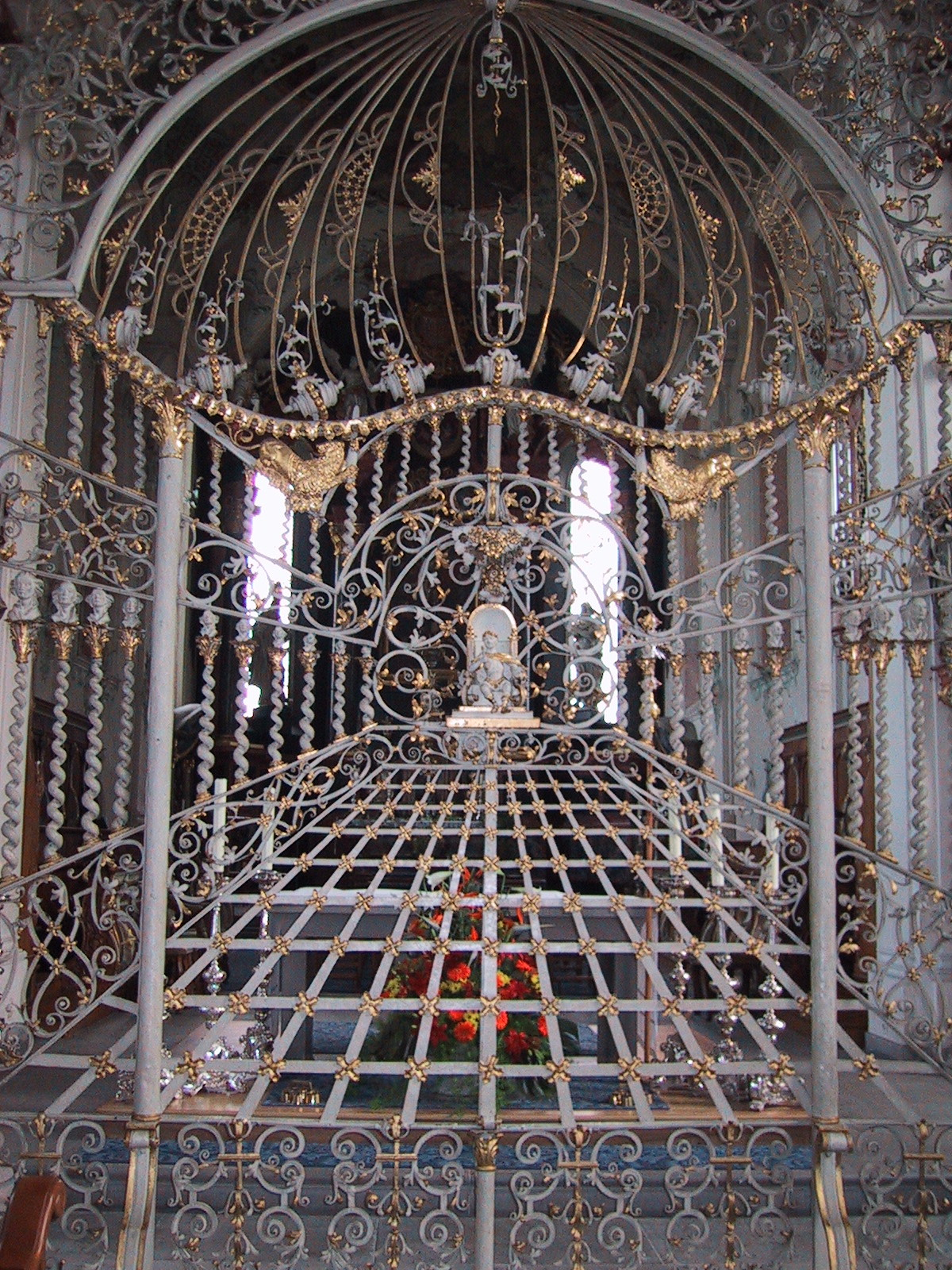
Chorgitter von J. J. Hoffner 1737
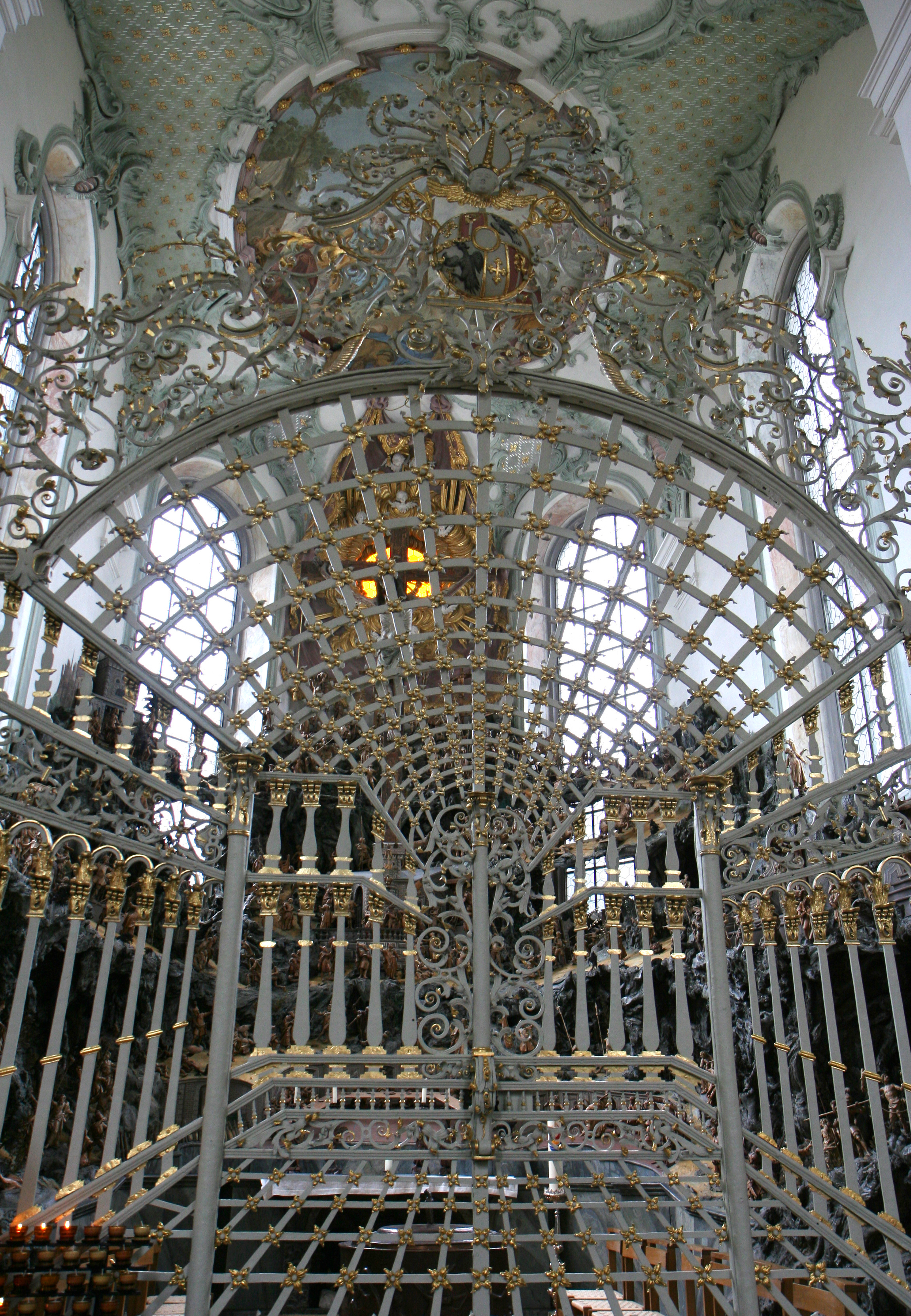
Chorgitter, Detail
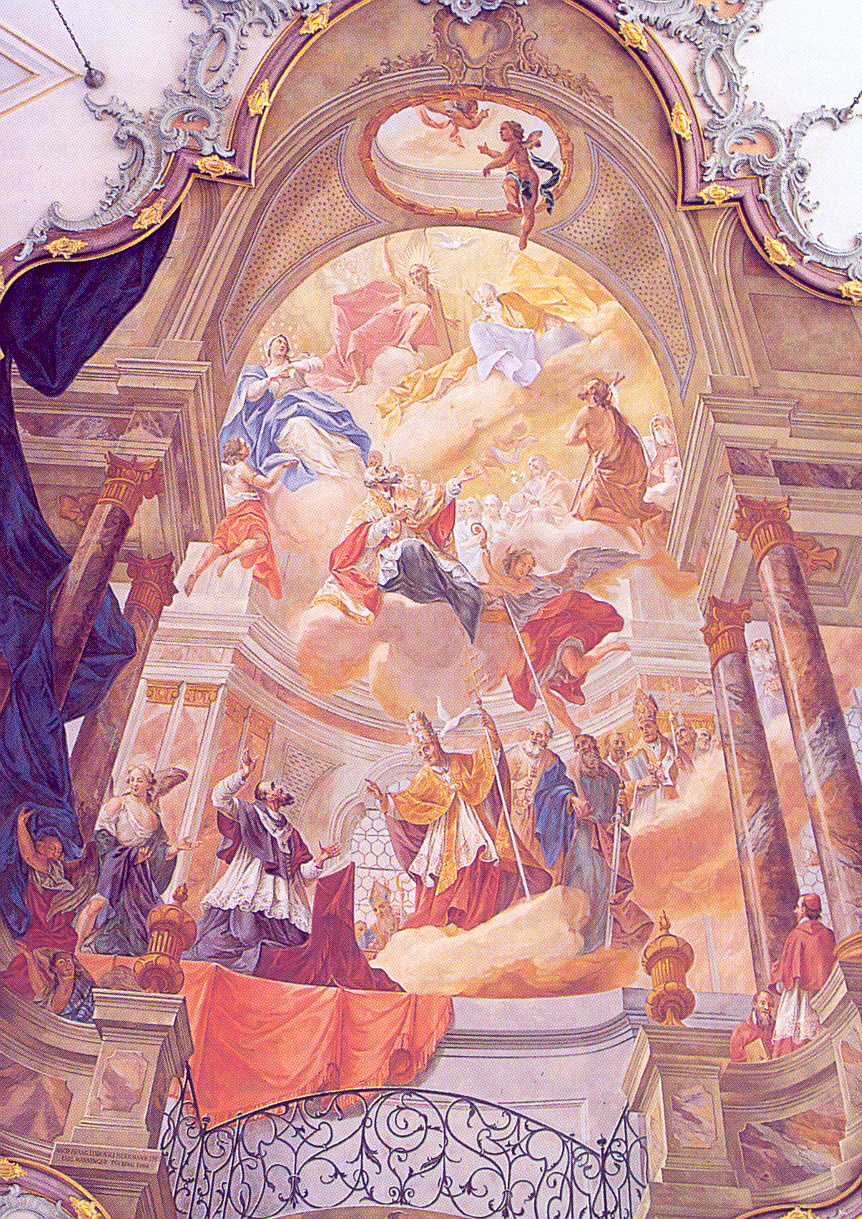
Augustinus als Kirchenlehrer, von Franz Ludwig Herrmann
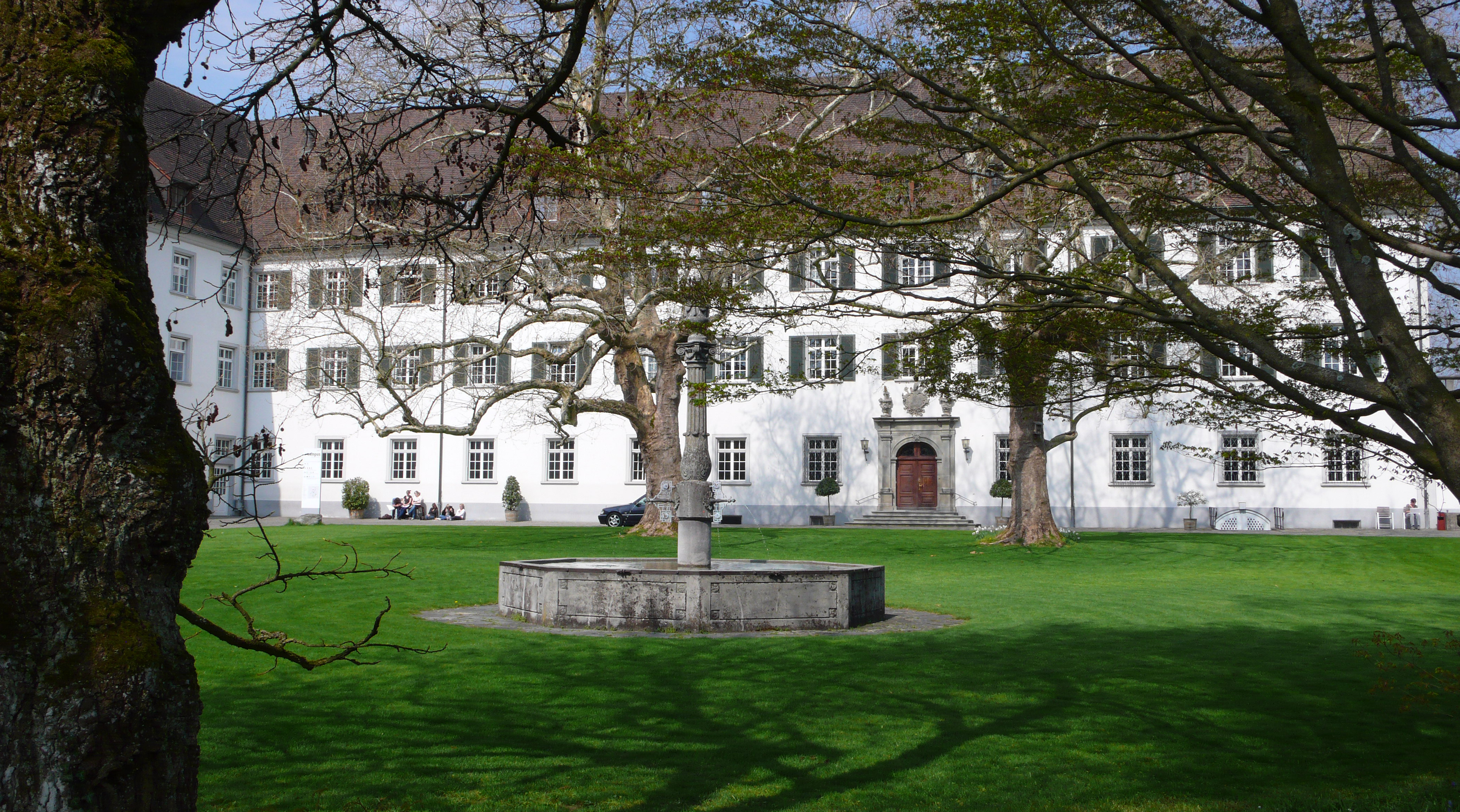
Innenhof der ehemaligen Klostergebäude
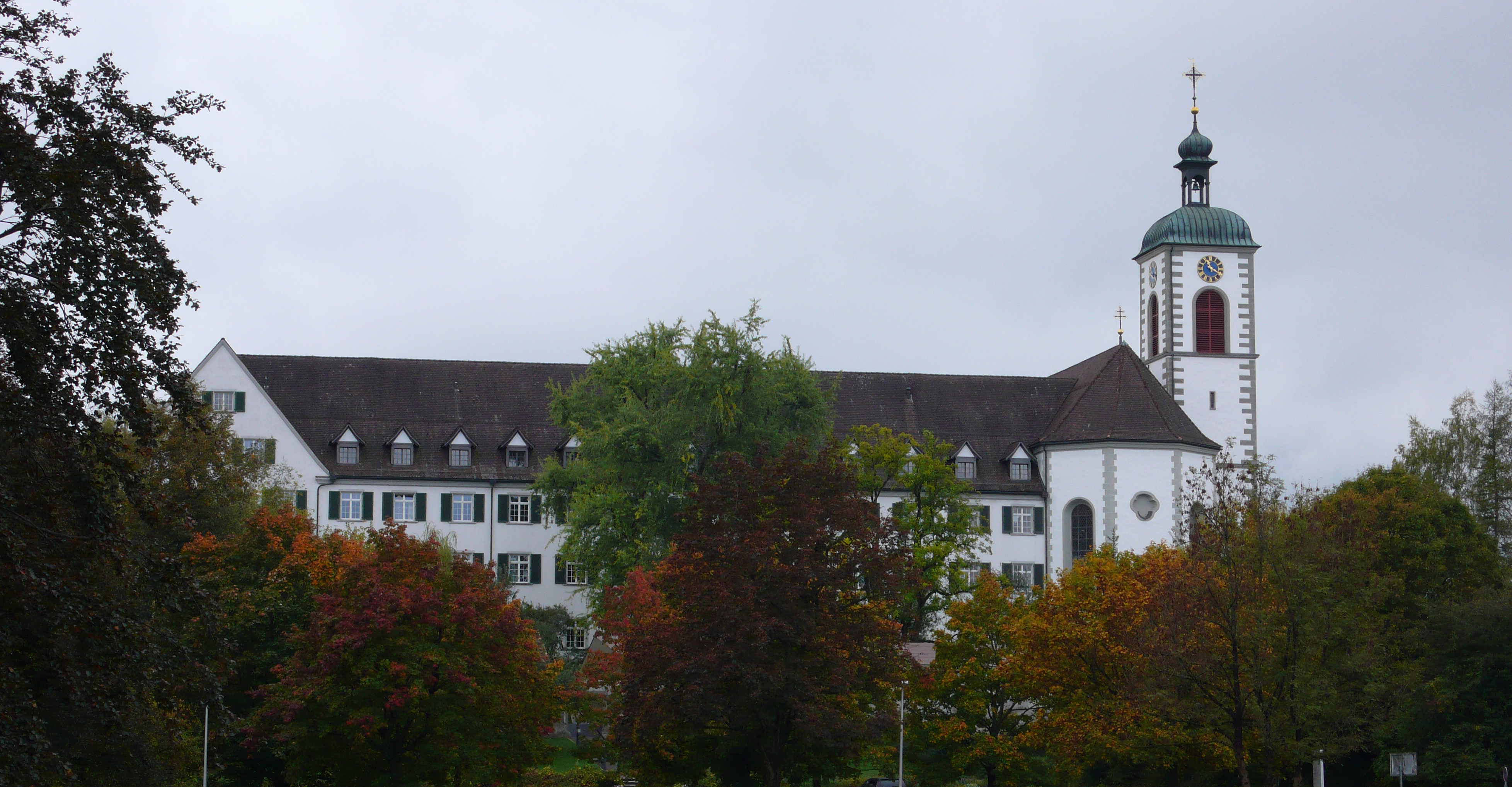
Nordflügel mit Basilika St. Ulrich und Afra

## Äbte
Das Oberhaupt des Konvents bildete der Abt (abgeleitet von spätlat.: abbas, aus hebr.: abba für «Vater»).
Er war sowohl für die seelsorgerische als auch für die weltliche Leitung des Stifts verantwortlich und hatte seit der Frühen Neuzeit bis 1648 den Rang eines Reichsprälaten.
| Name                     | Geboren | Gestorben | Amtszeit  | Anmerkungen |
| ------------------------ | ------- | --------- | --------- | --- |
| Erhard Dominik Lind      |         | 1428      | 1390–1423 | Erhielt von dem später abgesetzten Papst Johannes XXIII. eine prachtvolle Inful geschenkt, mit dem Recht während der Messe „Pontifikalinsignien“ (u. a. Mitra, Bischofsring und Hirtenstab) zu tragen.                                                              |
| Peter Babenberg          | 1461    | 1545      | 1497–1545 | |
| Georg Straßburger        |         | 1625      | 1604–1625 | |
| Jakob Denkinger          | 1589    | 1660      | 1625–1660 | |
| Johann Caspar Gimmi      | 1631    | 1696      | 1660–1696 | |
| Melchior Lechner         | 1649    | 1707      | 1696–1707 | |
| Georg Fichtel            | 1662    | 1725      | 1707–1725 | |
| Johann Baptist Dannegger | 1682    | 1760      | 1725–1760 | Wird in der Literatur auch als „Bauabt“ bezeichnet. Als solcher war er hauptsächlich in den auswärtigen Herrschaften des Klosters Kreuzlingen tätig. Sein größtes Bauvorhaben war der Wiederaufbau des 1740 abgebrannten Klosters Riedern am Wald im barocken Stil. |
| Prosper Donderer         | 1715    | 1779      | 1760–1779 | |
| Anton Luz                | 1737    | 1801      | 1779–1801 | |
| Jakob Rueff              | 1743    | 1831      | 1802–1831 | |
| Augustin Fuchs           | 1796    | 1874      | 1831–1848 | Letzter Abt des Augustiner-Chorherrenstifts Kreuzlingen. Fand nach der Auflösung des Kreuzlinger Klosters im Kloster Mehrerau bei Bregenz Asyl. |